# 明园
29°17′24″N 117°10′41″E / 29.29000°N 117.17806°E
明园位于中国江西省景德镇市昌江区瓷都大道古窑路1号，景德镇古窑民俗博览区内，由夏田闾门、瑶里商店、五股祠堂、汪柏故居、金达故居、汪柏弟宅、桃墅汪宅等7栋明代建筑组成，1987年被列为江西省文物保护单位，2013年被列为第七批全国重点文物保护单位。
夏田闾门原位于浮梁县化鹏乡夏田村，现作为明园大门，是罕见的明代闾门建筑遗存。瑶里商店，原位于浮梁县瑶里镇瑶里村，是明代晚期程氏建造的商铺建筑。五股祠堂，原位于浮梁县桃墅镇，是当地汪氏家族的第五股分祠，分门厅、享堂和后寝三进，其营造年代不晚于明嘉靖年间。桃墅汪宅，原位于浮梁县桃墅镇，是汪氏家族“苦菜公”的宅第。汪柏故居，原位于浮梁县化鹏乡夏田村，是明嘉靖年间广东道副使汪柏致仕返乡后建造的宅院。汪柏弟宅，原位于浮梁县化鹏乡夏田村，是汪柏为其弟建造的宅第。金达故居，原位于浮梁县峙滩乡英溪村，是明嘉靖年间探花金达的出生地。
- 夏田闾门，原位于浮梁县化鹏乡夏田村
- 瑶里商店，原位于浮梁县瑶里村
- 五股祠堂，原位于浮梁县桃墅镇
- 汪柏弟宅，原位于浮梁县化鹏乡夏田村
- 桃墅汪宅，原位于浮梁县桃墅镇
- 桃墅汪宅天井
- 汪柏故居，原位于浮梁县化鹏乡夏田村
- 金达故居，原位于浮梁县峙滩乡英溪村